# Голиад (округ)
О́круг Голиад (англ. Goliad county) — округ штата Техас Соединённых Штатов Америки. На 2000 год в нём проживало 6928 человек. По оценке бюро переписи населения США в 2008 году население округа составляло 7152 человек. Окружным центром является город Голиад.

## История
Голиад являлся одним из муниципалитетов Республики Техас, созданным в 1836 году, и получил статус округа при присоединении к США в 1845 году. Своё название он получил от одноименного муниципалитета в Мексике (который был назван в честь Мигеля Идальго, Голиад — анаграмма имени Идальго).